# Prijs Ernest Albert

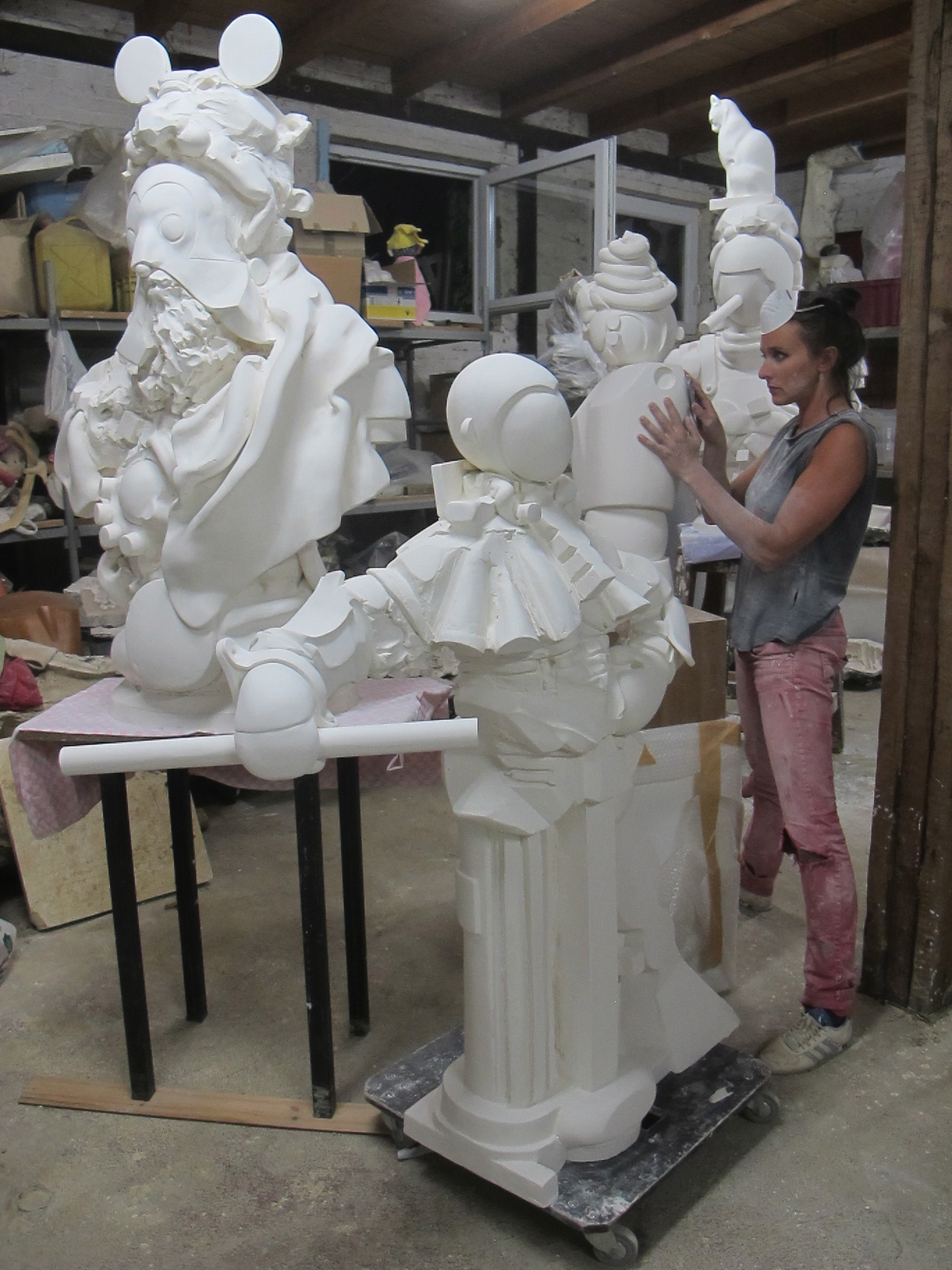
Nadia Naveau, winnaar van de Grote Prijs Ernest Albert voor beeldhouwkunst 2021

De Prijs Ernest Albert is een Belgische kunstprijs, die wordt uitgereikt door het stadsbestuur van Mechelen. 

## Achtergrond
De prijs is vernoemd naar Ernest Albert (1900-1976), kunstschilder en directeur van de Koninklijke Academie voor Beeldende Kunsten van Mechelen. De prijs wordt gefinancierd vanuit een legaat van Alberts weduwe Marcelle Breugelmans (1907-2009). De wedstrijden worden georganiseerd door de Academie, ter nagedachtenis aan mevrouw Albert-Breugelmans wordt daarbij verwijzen naar haar voorkeur voor figuratieve kunst. De prijs kent twee vormen die jaarlijks alternerend worden toegekend: de Grote Prijs Ernest Albert voor professionele kunstenaars en de Talentprijs Ernest Albert als stimuleringsprijs voor (oud-)leerlingen van de Mechelse Academie. 

## Grote Prijs Ernest Albert
De Grote Prijs wordt toegekend aan professionele kunstenaars, afwisselend in de schilderkunst, beeldhouwkunst en tekenkunst & vrije grafiek. Er kunnen daarnaast eervolle vermeldingen worden toegekend.

### Laureaten
- 2012 - schilderkunst: Greet Van Autgaerden (prijs),[2] Hanna Ilczyszyn (ev) en Tinus Vermeersch (ev)
- 2014 - beeldhouwkunst: Anton Cotteleer (prijs), Renato Nicolodi (ev)
- 2016 - tekenkunst & vrije grafiek: Caroline Coolen (prijs), Peter Depelchin (ev)
- 2018 - schilderkunst: Ermias Kifleyesus (prijs)
- 2021 - beeldhouwkunst: Nadia Naveau (prijs), Maika Garnica (ev) en Willem Boel (ev)
- 2023 - tekenkunst & vrije grafiek: Ante Timmermans (prijs),[3] Fabrice Souvereyns (ev)

## Talentprijs Ernest Albert
De Talentprijs Ernest Albert wordt toegekend aan (oud-)leerlingen van de Mechelse Academie, afwisselend in de disciplines tekenkunst, schilderkunst, beeldhouwkunst, keramiek/monumentale kunsten en grafiek. Er kunnen daarnaast eervolle vermeldingen worden toegekend.

### Laureaten
- 2011 - grafiek: Siege Dehing (prijs), Martine Bourguignon (ev)
- 2013 - tekenkunst: Dominique Ostyn (prijs), Greet Gemis (ev) en Chris Vanderstraeten (ev)
- 2015 - schilderkunst: Eva Tavernier (prijs), Roger Bertels (ev), Greet Gemis (ev) en Lief Strackx (ev)
- 2017 - keramiek, glas- en textielkunst: Johanna Martens (prijs), Marleen Haerens (ev) en Conny Verellen (ev)
- 2019 - beeldhouwkunst: Dien De Bruyn (prijs)[4]
- 2022 - grafiek: Jasmien Leijnen